# Semjénháza
Semjénháza is een plaats (község) en gemeente in het Hongaarse comitaat Zala. Semjénháza telt 704 inwoners (2001).